# The Adventures of Sherlock Holmes (pel·lícula)
Les aventures de Sherlock Holmes, és una pel·lícula estatunidenca de 1939 que va ser estrenada a les sales de cinema com a Sherlock Holmes al Regne Unit. Es classifica com a cinema d'aventures i està basada en les històries de detectius de Sherlock Holmes i de Sir Arthur Conan Doyle. Tot i que es considera que és una adaptació de l'obra de teatre Sherlock Holmes de William Gillette de 1899, la pel·lícula s'assembla poc a l'obra.
Estrenada per la 20th Century Fox, és la segona de les catorze pel·lícules de Sherlock Holmes produïdes entre 1939 i 1946, protagonitzades per Basil Rathbone com Holmes i Nigel Bruce com el Dr. John Watson. Les aventures de Sherlock Holmes és l'última pel·lícula de la sèrie que s'estrenarà per la 20th Century Fox i la darrera que s'ambientarà en el període victorià de les històries de Doyle. Totes les pel·lícules posteriors serien estrenades per Universal Pictures i ambientades en temps contemporanis, és a dir, a partir de la dècada de 1940.
La pel·lícula va ser protagonitzada per George Zucco com a nèmesi d'Holmes, el professor Moriarty. Holmes i Watson intenten frustrar els plans de Moriarty que apunten a una família adinerada com a trama secundària per adreçar-se a l'objectiu principal del robatori de les joies de la corona.

## Fons
La pel·lícula suposadament es basava en l'obra teatral de William Gillette, encara que poca part de l'argument original de l'obra queda a part del conflicte Holmes/Moriarty. L'obra va comptar amb un molt jove Charles Chaplin en un dels seus primers papers d'actuació durant la seva primera producció a Londres, interpretant el personatge de Billy, que, en aquesta pel·lícula, és interpretat per Terry Kilburn.

## Argument
La pel·lícula està ambientada l'any 1894. La imatge comença amb Moriarty i Sherlock Holmes lluitant verbalment a les escales fora de l'Old Bailey, on Moriarty acaba de ser absolt d'un càrrec d'assassinat per falta de proves. Holmes comenta: "Tens un cervell magnífic, Moriarty. L'admiro. L'admiro tant que m'agradaria presentar-lo, adobat en alcohol, a la London Medical Society". "Faria una exposició impressionant", respon Moriarty.
Ann Brandon (Ida Lupino) visita Holmes i Watson al 221B de Baker Street. Li diu que el seu germà Lloyd ha rebut una nota estranya: un dibuix d'un home amb un albatros penjat al coll, idèntic al que va rebre el seu pare just abans del brutal assassinat deu anys abans. Holmes dedueix que la nota és un avís i es precipita a trobar en Lloyd Brandon. És massa tard, ja que Lloyd ha estat assassinat al ser estrangulat amb el carni aixafat.
Holmes, disfressat d'animador d'un music-hall, assisteix a una festa al jardí, on creu correctament que es farà un atemptat contra la vida d'Ann. En sentir els seus crits des d'un parc proper, captura el seu agressor, que resulta ser Gabriel Mateo, per venjar-se dels Brandon per l'assassinat del seu pare, de part del pare d'Ann, en una disputa sobre la propietat de la seva mina sud-americana. La seva arma homicida era una bola. Mateo també revela que va ser Moriarty qui el va instar a buscar venjança.
Holmes s'adona que Moriarty està utilitzant el cas com a distracció del seu crim real, un crim que agitarà l'Imperi Britànic: un intent de robar les joies de la corona. Holmes es precipita a la Torre de Londres, on, durant una lluita, Moriarty cau, presumiblement a la seva mort. Al final, l'Ann es casa i Holmes tracta d'espantar una mosca tocant el violí, només que Watson el colpeja amb el seu diari, comentant: "Elementàl, estimat Holmes, elemental".

## Repartiment
- Basil Rathbone com a Sherlock Holmes
- Nigel Bruce com el Dr. Watson
- Ida Lupino com Ann Brandon
- George Zucco com el professor Moriarty
- Alan Marshal com a Jerrold Hunter
- Terry Kilburn com a Billy
- Henry Stephenson com a Sir Ronald Ramsgate
- EE Clive com a inspector Bristol
- Arthur Hohl com a Bassick
- Mary Forbes com Lady Conyngham
- Peter Willes com a Lloyd Brandon
- Mary Gordon com a Sra. Hudson
- Frank Dawson com a Dawes
- George Regas com a Matteo
- William Austin com a transeünt
- Holmes Herbert com a jutge de la cort

## Reconeixements
"Elemental estimat Watson". va ocupar el lloc 65 a la llista de l'American Film Institute 2005 de 100 Years...100 Movie Quotes de l'AFI.

## Influència
La cita "Elementary, my dear Watson" es va fer popular amb aquesta pel·lícula. Tot i que es va parlar al film de 1929 El retorn de Sherlock Holmes protagonitzat per Clive Brook i a les pel·lícules amb Arthur Wontner, mai va aparèixer en una història canònica d'Arthur Conan Doyle, tot i que una vegada Holmes va dir, a la història de 1893 " The Advendture of the Crooked Man", "Elemental".
Durant l'escena en què Holmes xoca la festa al jardí vestit d'intèrpret de music hall, canta " I Do Like To be Beside the Seaside ". Això és un anacronisme, ja que la pel·lícula està ambientada el 1894, però la cançó va ser escrita el 1907.
L'escena en què Holmes experimenta amb les mosques del got mentre toca el violí es recrea a la pel·lícula de 2009 Sherlock Holmes, en la qual Holmes és interpretat per Robert Downey Jr.
A l'episodi " The Reichenbach Fall " de la sèrie de la BBC/PBS, Sherlock es va inspirar molt en la pel·lícula i altres pel·lícules de Rathbone-Bruce. Els creadors Steven Moffat i Mark Gatiss van considerar-les pel·lícules com la inspiració principal del programa.